# ایستگاه راه‌آهن یزد
ایستگاه راه‌آهن یزد یک ایستگاه راه‌آهن در شهر یزد، ایران است.
در ابتدا در سال ۱۳۱۷ راه‌آهن قم-یزد شروع به ساخت شد اما به دلیل جنگ نیمه‌کاره ماند و در ۱۹ خرداد ۱۳۲۸ راه‌آهن تا کاشان افتتاح شد اما در سال ۱۳۵۰ این ایستگاه در مسیر خط کاشان-بافق–زرند تأسیس شده و امروزه در مسیر راه‌آهن تهران-کرمان، تهران-بندرعباس و تهران-زاهدان قرار دارد.